# Kretania patriarcha
Kretania patriarcha is een vlinder uit de familie van de Lycaenidae. De wetenschappelijke naam van de soort is voor het eerst gepubliceerd door Zsolt Bálint.
De soort komt voor in Tadzjikistan.